# Albina Osipowich
Albina Osipowich, född 26 februari 1911 i Worcester, död 6 juni 1964, var en amerikansk simmare.
Osipowich blev olympisk mästare på 100 meter frisim vid sommarspelen 1928 i Amsterdam.